# Olga Bustos Romero
Olga Livier Bustos Romero (1948 - 6 de abril de 2013) fue una investigadora, socióloga y catedrática mexicana que dedicó su carrera a la eliminación de los estereotipos de género en la educación, precursora del análisis de los medios de comunicación desde la perspectiva feminista. Fundadora del Centro de Estudios de la Mujer, dirigió la Federación Mexicana de Universitarias, el Colegio de Académicas Universitarias de la Universidad Nacional Autónoma de México (UNAM) y formó parte de la Red de Mujeres y Hombres invirtiendo en Mujeres.

## Trayectoria
Estudió la licenciatura en psicología en la Facultad de Psicología de la UNAM, realizó una maestría en Psicología Educativa en la Universidad de Pittsburgh en Pensylvannia, posteriormente se doctoró en Psicología Social por UNAM.
Fue investigadora titular del Centro de Investigaciones Interdisciplinarias en Ciencias y Humanidades de la UNAM por más de 30 años, se enfocó en los estudios de género vinculados con la educación superior y los medios de comunicación. En 1984 fundó el Centro de Estudios de la Mujer, la primera organización que impulsó los estudios de género en la Universidad Nacional Autónoma de México y se desempeñó como su coordinadora desde su creación hasta 1989.
Fomentó la creación de Programa Universitario de Estudios de Género de la UNAM en 1992, dirigido por la filósofa Graciela Hierro y un año después, en 1993 fue cofundadora de la maestría en Psicología con orientación de género en la Universidad de las Américas. Entre 1997 y 1999 fue coordinadora del área de psicología social en la Universidad Nacional Autónoma de México. En 2001 creó y dirigió el Colegio de Académicas Universitarias (CAU) un foro que promovía espacios de reflexión y análisis, congresos, foros y actividades esenciales para el desarrollo de las mujeres en la academia y en la ciencia, tanto en el territorio nacional como en Iberoamérica. En el primer evento organizado por el CAU en 2001, Marcela Lagarde solicitó la creación del Premio Rosario Castellanos al Desempeño Académico de las Mujeres; se abordó la problemática de las mujeres y se realizaron propuestas enfocadas para que la universidad fuera un espacio democrático y equitativo en el que las mujeres tengan una participación determinante; se propuso una Ley Universitaria con perspectiva de género; la defensa de la gratuidad de la educación con el fin de que se garantice el ingreso de las mujeres a los niveles superiores de educación. Olga Bustos impulsó la reflexión sobre la necesidad de apoyo logrando que las ideas de los grupos que representaba fueran escuchadas por la Cámara de Diputados. Recibió el premio Sor Juana Inés de la Cruz de la Universidad Nacional Autónoma de México en 2007.
Experta en el análisis de los medios de comunicación y perspectiva de género impartió talleres a nivel nacional e internacional, para formar a periodistas, editores y directivos desde una visión de género, fomentando la importancia de una cultura libre de estereotipos de género en los medios informativos.

### Activismo
Como parte de su activismo feminista, formó parte de un grupo de mujeres que apoyaron en la Cámara de Diputados la investigación sobre el feminicidio en México. Desarrolló un marco para analizar la forma en que los medios reflejan la violencia contra las mujeres. Integrante de la Red de Investigadoras por la Vida y la Libertad de las Mujeres que dio lugar a la Ley General de Acceso de las Mujeres a una Vida sin Violencia. 
Colaboró con la Comisión Calificadora de las Revistas Ilustradas, una dependencia de la Secretaría de Gobernación de México para cambiar la imagen de las mujeres en los medios. Evidenció las formas de discriminación y desigualdad que viven las mujeres dentro de los medios informativos, donde sólo eran visualizadas de manera excluyente, perpetuando sus roles tradicionales frente al cuidado del hogar. Fue pionera en los estudios de la publicidad discriminatoria y el contenido de las telenovelas, desde una perspectiva feminista.

## Obras
Sus líneas de investigación fueron los estudios de género y su relación con la educación superior, los medios de comunicación y la política, fue autora y coautora de libros y artículos académicos en revistas nacionales y extranjeras, entre los que se encuentran:
- La formación del género: el impacto de la socialización a través de la educación, 1994
- Qué dicen las académicas acerca de la UNAM, 2003
- Saber y poder. Testimonios de directoras de la UNAM, 2014
- Estudios de género y feminismo, 1990
- Ni tan fuertes ni tan frágiles, 1999
- Perspectivas socioculturales de la violencia sexual en México y otros países, 2010
- Mujeres en la educación superior, la academia y la ciencia, 2012
- Recomposición  de  la  matrícula  universitaria  en  México  a  favor  de  las  mujeres, 2005
- Cómo Incorporar la Perspectiva de Género en  la  Comunicación, 2005
- Construyendo la Equidad de Género en la Escuela  Primaria, 2004;
- Políticas  Públicas,  medios  de  comunicación  y  la  formación  de  audiencias  críticas  con  enfoque  de  género, 2004.
- Las  Académicas  de  la  UNAM  en  puestos  Directivos  y  cómo  seguir  Rompiendo  el  Techo  de  Cristal, 2003.
- Imagen Corporal,  Mujeres  y  Medios  de  Comunicación, 2003.
- Medios de comunicación, estereotipos de género, políticas públicas y formación de audiencias críticas, Consejo Latinoamericano de Ciencias Sociales, 2013.